# Iva Toguri D'Aquino
Iva Ikuko Toguri D'Aquino (戸栗郁子 アイバ; 4 de julho de 1916 – 26 de setembro de 2006) foi uma americana que ficou conhecida por participar de programas de rádio japoneses falando em inglês transmitidos pela Rádio Tóquio para soldados Aliados no sul do Pacífico durante a Segunda Guerra Mundial.
Iva Ikuko Toguri nasceu na Califórnia, filha de imigrantes japoneses. Quando a guerra contra os Estados Unidos começou, em dezembro de 1941, ela estava no Japão, visitando parentes e acabou presa lá. Os japoneses então a forçaram, com um salário diminuto, a participar de propaganda via rádio contra os Aliados. Ela então encabeçou o programa de rádio The Zero Hour, onde se auto-intitulava "Orfã Ann", mas ela erroneamente passou a ser identificada com o nome "Tokyo Rose", apelido cunhado por soldados aliados e que antecedia suas transmissões. Após a rendição japonesa, Toguri foi presa por um ano pelo exército dos Estados Unidos antes de ser solta por falta de provas. O Departamento de Justiça americano concordou que as transmissões dela no rádio eram "inócuas", mas quando Toguri tentou retornar para os Estados Unidos, isso gerou revolta na população pós-guerra, forçando o FBI a reiniciar suas investigações sobre as atividades de Toguri durante a Guerra do Pacífico.
Toguri afirmou que trabalhou na Rádio Tóquio para se sustentar e participou das transmissões de rádio contra os Aliados após ser coagida, uma versão corroborada por outros prisioneiros na época. Ainda assim, a justiça americana a indiciou em oito acusações de traição. Seu julgamento em 1949 resultou em sua condenação em uma das acusações, tendo que pagar uma multa e depois passou os próximos seis anos (de uma pena de dez) na cadeia. Investigadores jornalísticos e governamentais passaram então os próximos anos checando as irregularidades no seu indiciamento, julgamento e condenação, incluindo confissões de testemunhas importantes que cometeram perjúrio nas várias fases dos seus depoimentos. Toguri recebeu um perdão presidencial em 1977 do presidente Gerald Ford, o que restaurou sua cidadania americana. Ela faleceu de causas naturais, trinta anos mais tarde, em um hospital em Chicago em setembro de 2006, aos 90 anos de idade.